# Moema
Pour les articles homonymes, voir Moema (homonymie).
Moema est une municipalité brésilienne de l'État du Minas Gerais et la microrégion de Bom Despacho.